# 5623 Iwamori
5623 Iwamori (1990 UY) là một tiểu hành tinh vành đai chính được phát hiện ngày 20 tháng 10 năm 1990 bởi A. Sugie ở Đài thiên văn Dynic.